# 三河ZIPANGど真ん中フェスタ
『三河ZIPANGど真ん中フェスタ』（みかわじぱんぐどまんなかふぇすた）は、愛知県で開催されている音楽イベントである。

## 概要
「日本のど真ん中『三河』の地を代表するアーティスト達が中心となり、来場者と一体となって圧倒的なパフォーマンスで会場を盛り上げる」というコンセプトのもと、タレント・アクビトモミが本名『二宮知美』名義で総合プロデュースを務めている。
2017年～2021年には、名古屋美少女ファクトリーアイドルユニット・delaが、MZDPR大使を務めた。
2021年より、MZDパクパク大臣をホンジャマカ・石塚英彦が務めている。
2022年より、MZDパクパク姫をやしろ優が、MZD PR大使をMAG!C☆PRINCEの平野泰新と大城光が務めている。
2023年は、アンバサダーモデルをアイドルグループ・グランダルメの苺ひなが務める。
同年9月30日のイベントで、MZD PR大使にMAG!C☆PRINCEの永田薫が、MZD PR女帝に出演者であった橘鈴丸が任命された。

## 出演者

### 2017年
- アクビトモミ
- dela（MZD PR大使）
- 三州娘（MZD イメージキャラクター）
- RAYKYS（MZD 三州大使）
- KOMA（MC兼任）
- DAICHI（MC兼任）
- TAITO（MC兼任）
- FUN-KOROGASHI
- The Shot
- 三州一座
- やまち
- オレンジかつ丼
- TN8
- SauceVox
- KaZ
- 花村文武

### 2018年
- アクビトモミ
- 三又又三
- dela（MZD PR大使）
- 三州娘（MZD イメージキャラクター）
- RAYKYS（MZD 三州大使）
- kariyars
- ブレイクスルー
- 水嶋紫乃（メインMC）
- KOMA（メインMC）
- 橘鈴丸
- DAICHI（メインMC）
- 望月美羽（ゲストMC）
- TN8
- K-Ci＆YU-KI
- EDDY
- BRAVE
- 山崎桃香
- Kasumi＆Mii
- Ko-sK

### 2019年（3月）
- アクビトモミ
- dela（MZD PR大使）
- 石塚英彦
- オーバーオールズ
- 三州娘（MZD イメージキャラクター）
- KOMA（メインMC兼任）
- 山本華子（メインMC）
- だいち（メインMC）
- 風船王子
- Asami
- NUA声優ユニット一期生（名古屋芸術大学声優アクティングコース）

### 2019年（10月）
- アクビトモミ
- dela（MZD PR大使）
- KOMA（メインMC兼任）
- 山本華子（メインMC）
- RAYKYS（MZD 三州大使）
- 福永ありさ＆M!KU
- SOU
- ZIGSAW
- だいち
- 岩尾隆明
- ism
- Komame.Jp
- touch the motion
- 風船王子

### 2020年
- 沢口愛華（MZDアンバサダー）
- まほろば遊
- 風船王子
- SOU
- KOMA
- 青木崇晃
- 鈴木臣吾
- i CANDY（名古屋芸術大学）

### 2021年
- アクビトモミ（第2部）
- 大前りょうすけ（第1部MC）
- 鈴木寿永吉（第2部MC）
- 西牟田智子（第1・2部進行アシスタント）
- MAG!C☆PRINCE（第1部）
- 風船王子（第2部）
- 極悪いちご団（第2部）
- ケイスケ（第2部）
- KOMA（第1部）
- 鈴木臣吾（第1部）
- SOU（第1部）
- 宮瀬真樹（第1部）
- 宮瀬結基（第1部）
- オーバーオールズ（第2部）

### 2022年（6月）
- 大前りょうすけ（MC）
- 西牟田智子（MC）
- 石塚英彦（MZDパクパク大臣）
- グレート家康公「葵」武将隊
- オカザえもん
- KOMA
- ミキカズコ
- SOU
- 鈴木臣吾
- TN8
- りあれの
- ZIGSAW
- 川内太郎衛門

### 2022年（10月）
- レンガホリオ（MC）
- 西牟田智子（MC）
- 川内太郎衛門（MC）
- 鈴木臣吾
- みぎい
- ビッシャビシャカラス
- 空飛ぶリビング
- 超E人世聞
- 片翼のチキン
- おかだんち
- でぃすかばり〜ず
- 黄昏魔人
- 海苔明太子
- 安眠カンフー
- 紅松人生Z
- シエスタ
- 紅茶スイッチ
- アホロートル
- ブルータス

### 2022年（12月）
- 大前りょうすけ（MC）
- レンガホリオ（MC）
- 西牟田智子（MC）
- 石塚英彦（MZDパクパク大臣）
- やしろ優（MZDパクパク姫）
- MAG!C☆PRINCE平野泰新（MZDPR大使）
- MAG!C☆PRINCE大城光（MZDPR大使）
- 風船王子
- みぎい（10月開催お笑いライブ予選突破）
- ビッシャビシャカラスい（10月開催お笑いライブ予選突破）
- 空飛ぶリビングい（10月開催お笑いライブ予選突破）
- 超E人世聞い（10月開催お笑いライブ予選突破）
- 片翼のチキンい（10月開催お笑いライブ予選突破）
- KOMA
- 鈴木臣吾
- ZIGSAW
- アクビトモミ

### 2023年（9月）
- 大前りょうすけ（第1・2部MC／第2部『三河歴史絵巻』講釈師役）
- 西牟田智子（第1・2部進行アシスタント／第2部『三河歴史絵巻』ナレーション役）
- 石塚英彦（第1部／第2部『三河歴史絵巻』徳川家康役）
- アクビトモミ（第1部／第2部『三河歴史絵巻』長勝院役、歌謡ショー）
- MAG!C☆PRINCE（第2部『三河歴史絵巻』本人役、歌謡ショー）
- 橘鈴丸（第1部 日本武尊役・お万の方役／第2部『三河歴史絵巻』お万の方役、歌謡ショー）
- 竜北中学校和太鼓部（第1部）
- 太田朱美（第2部『三河歴史絵巻』太田局役）
- 太田明紗日（第2部『三河歴史絵巻』三味線演奏）
- 苺ひな〈グランダルメ、2023年アンバサダーモデル〉（第1部／第2部『三河歴史絵巻』女中役）
- dela（第1部アイドルステージ）
- グランダルメ（第1部アイドルステージ）

### 2023年（11月）
- dela（アイドルステージ）
- グランダルメ（アイドルステージ）
- 名古屋CLEAR'S（アイドルステージ）
- Star☆T（アイドルステージ）
- NO♡AF（アイドルステージ）
- Re:Clash（アイドルステージ）
- アステリア（アイドルステージ）
- ナト☆カン（アイドルステージ）
- 究極人形（アイドルステージ）
- AMOUR（アイドルステージ）

### 2024（4月）
- アクビトモミ
- 石塚英彦（MZDパクパク大臣）
- dela（アイドルステージ）
- グランダルメ（アイドルステージ）
- naomi
- 北設名津
- Kariyars

### 2025（4月）
- アクビトモミ
- 石塚英彦
- 岩尾隆明
- a→RxⅢ
- 土佐兄弟
- 福永ありさ
- 5％BARMUDA
- クマムシ

## 歴代実行委員長
- アクビトモミ：2017年～2021年
- KOMA：2022年
- 三浦大地：2023年
- アクビトモミ：2024年
- 岩尾隆明：2025年

## 開催日及び開催場所
| 回数 | 開催日                            | 開催場所                               | 備考 |
| ---- | --------------------------------- | -------------------------------------- | --- |
| 1    | 2017年10月8日（日）               | 刈谷ハイウェイオアシス                 | |
| 2    | 2018年10月7日（日）               | 刈谷ハイウェイオアシス                 | |
| 3    | 2019年3月16日（土） 3月24日（日） | 安城産業文化公園デンパーク             | |
| 4    | 2019年10月6日（日）               | 刈谷ハイウェイオアシス                 | |
| 5    | 2020年11月28日（土）              | 知立リリオ・コンサートホール           | 知立市制50周年記念事業 新型コロナウイルス感染対策の為、無観客配信イベント                                                    |
| 6    | 2021年11月27日（土）              | 知立リリオ・コンサートホール           | 知立市制50周年記念事業 公開生配信LIVEとして会場とオンラインの同時開催                                                        |
| 7    | 2022年6月11日（土）               | 岡崎城二の丸能楽堂                     | |
|      | 2022年8月14日（日）               | 刈谷市総合文化センターアイリス小ホール | 新型コロナウイルス感染症による愛知県に「BA.5対策強化宣言」発表により中止                                                     |
| 8    | 2022年10月16日（日）              | 刈谷ハイウェイオアシス                 | 初のお笑いライブとして開催                                                                                                   |
| 9    | 2022年12月18日（日）              | 知立リリオ・コンサートホール           | 前日12月17日（土）には、前夜祭として『作詞家・松本一起追悼ライブ 知立ZIPANGど真ん中フェスタ～浮世つれづれ女舞～Vol.1』を開催 |
| 10   | 2023年9月30日（土）               | 知立神社                               | |
| 11   | 2023年11月4日（土）               | 西尾市                                 | 西尾市制70周年記念市民公募事業                                                                                               |
| 12   | 2024年4月29日（土）               | 安城デンパーク                         | |
| 13   | 2024年9月23日（月）               | 刈谷ハイウェイオアシス                 | 昭和歌謡で和ショイ！ |
| 14   | 2025年4月23日（火）               | 安城デンパーク                         | 笑いの花を咲かせましょう |